# Hanasaku Iroha/Episodenliste
Diese Episodenliste enthält alle Episoden der japanischen Animeserie Hanasaku Iroha. Die Serie besteht aus 26 Episoden, die vom 3. April 2011 bis zum 25. September 2011 wöchentlich in Japan auf Tokyo MX in einer Staffel ausgestrahlt wurden.
| Nr. | Originaltitel                                                | Erstausstrahlung Japan | Drehbuch          | Übersetzung Originaltitel                                       |
| --- | ------------------------------------------------------------ | ---------------------- | ----------------- | --------------------------------------------------------------- |
| 1 | Jūrokusai, Haru, Mada Tsubomi (十六歳、春、まだつぼみ)       | 3. Apr. 2011           | Mari Okada        | Ich bin 16, es ist Frühling und ich bin noch immer eine Knospe. |
| Ohana erlebt einen ganz normalen Schultag. Als sie wieder nach Hause kommt, erwarten sie ihre Mutter Satsuki und deren Liebhaber. Dieser hat kürzlich Schulden angehäuft und den Gläubigern die Adresse preisgegeben. Um die Schulden nicht zu zahlen, wollen Satsuki und ihr Liebhaber fliehen. Ohana soll derweil bei ihrer Großmutter Sui Shijima wohnen. Aus diesem Anlass trifft sich Ohana mit ihrem besten Freund Kōichi Tanemura und berichtet ihm von ihrer aktuellen Situation und dass sie schon morgen aufbrechen müsse. Davon überrascht beschließt er, Ohana seine Liebe zu gestehen, wird von ihr jedoch einfach zur Seite geschoben. So zieht er sich zurück und Ohana tritt am nächsten Morgen die Reise zum Anwesen ihrer Großmutter in der Präfektur Ishikawa an, ohne sich zu verabschieden. Das Anwesen ist ein großes Onsen-Ryokan aus der Taishō-Zeit. Ohana hinterlässt jedoch gleich zu Beginn unwissentlich bei der etwa gleichalterigen Angestellten Minko Tsurugi einen schlechten Eindruck. So ist sie geschockt, dass ihr Minko dann ins Gesicht sagt, dass sie sterben solle. Beim ersten Kontakt mit ihrer Großmutter Sui Shijima ergeht es ihr nicht viel besser. Sie darf zwar im Haus wohnen, muss dafür aber auch arbeiten und wird eben nicht, wie von Ohana erwartet, wie eine Enkeltochter behandelt. Davon deprimiert fasst Ohana zunächst neuen Mut und entschließt sich, die Umstände zu nutzen, um sich selbst zu ändern und die Mitarbeiter von Kissuisō von sich zu überzeugen. |                                                              |                        |                   |                                                                 |
| 2 | Fukushū Suru wa, Makanai ni Ari (復讐するは、まかないにあり) | 10. Apr. 2011          | Mari Okada        | Rache wird am besten kalt serviert.                             |
| In den nächsten Tagen muss sie sich an das strenge neue Leben gewöhnen. Nako Oshimizu wird ihr als Ausbilderin zugeteilt. Da Nako lieber schweigt, erhält sie jedoch kaum hilfreiche Informationen. So kommt es, dass Ohana von übermäßigem Arbeitswillen gepackt das Zimmer des Gastes und Schriftstellers Tarō Jirōmaru aufräumt, das sie in einem sehr verwahrlosten Zustand vorfindet. Dabei entsorgt sie jedoch auch die zusammengeknüllten Schriftstücke gleich mit. Danach kommt sie auch an der Küche vorbei, in der Minko vom zweiten, überaus aufbrausenden Koch Tōru Miyagishi erneut als vollkommen unfähig hingestellt wird, da sie etwas anbrennen ließ. Ohana, die schon jahrelang das heimische Essen bereiten musste, nutzt diese Gelegenheit, um selbst ein alternatives Frühstück zu zubereiten. Obwohl das Essen von allen, einschließlich den Gästen, gelobt wird, hat es jedoch nicht den gewünschten Effekt. Minko unterstellt Ohana, ihr damit bewusst in den Rücken gefallen zu sein und wiederholt abermals, dass sie doch einfach sterben solle. Nachdem Tarō das Fehlen seiner Schriftstücke bemerkt und aufgebracht mit der Gasthausmanagerin diskutiert hat, nimmt Ohana die gesamte Schuld auf sich und deckt Nako. Wenig später fordert Tōru Ohana auf, ihn bei einem Einkauf zu begleiten. Jedoch ist er so unflätig, dass Ohana verärgert während der Fahrt aussteigt und sich zurück zum Kissuisō begibt. Dort angekommen trifft sie auf Minko und Nako, die versuchen ihr aus dem Weg zu gehen. Ohana überrumpelt beide und lässt sich von ihnen ihr Lieblingsessen verraten. Am nächsten Morgen kocht Ohana wieder das Frühstück für die Belegschaft. Beim Heraustragen des Mülls trifft Ohana die Rezeptionistin Tomoe Wajima, die ihr mitteilt, dass Ohana den Müll falsch abgelegt hat. Daraufhin fängt Ohana an, in dem Schriftstück von Tarō zu lesen. Sie entdeckt, dass Tarō erotische Romane verfasst und die Mitarbeiterinnen von Kissuisō als Vorbild für die ausgefallenen Phantasien hernimmt. |                                                              |                        |                   |                                                                 |
| 3 | Hobiron (ホビロン)                                           | 17. Apr. 2011          | Mari Okada        | Balut.                                                          |
| Minko und Nako halten im Belegschaftsraum Ausschau nach Ohana. Als sie ein halbfertiges Frühstück vorfinden, begeben sie sich mit Unterstützung einiger Mitarbeiter auf die Suche nach Ohana. Diese befindet sich derweil gefesselt und geknebelt im Zimmer des Schriftstellers Tarō, der an ihr Schildkröten-Bondage ausprobiert. Als er verzweifelt aufgibt und eine Selbstmitleidsarie beginnt, versucht die mittlerweile befreite Ohana ihn aufzubauen, indem sie sein Skript. Als schließlich Nako, Tomoe und der Techniker Denroku Tasukawa vor Tarōs Tür stehen, kann er Ohanas „Entführung“ nicht mehr geheim halten und flieht mit dem Lastwagen des Gasthauses. Es entbrennt eine Verfolgungsjagd, die an der Steilküste endet. Als die Managerin sein falsches Spiel aufdeckt und ihn zur Arbeit ermutigt, um einen Literaturpreis zu erringen, gewinnt Tarōs depressive Einstellung erneut die Oberhand und er springt ins Meer. Nako zögert nicht lange und rettet ihn. Die Managerin gewährt Tarō weiterhin ein Zimmer im Kissuisō, unter der Bedingung, dass er nun als Arbeitskraft mithelfen muss. Gemeinsam essen alle das mittlerweile fertiggestellte Frühstück und Ohana freut sich sehr darüber, dass ihr Essen auch Minko schmeckt. Diese wirft Ohana das Wort hôt vit lôn (ホビロン, Hobiron, dt. Balut) an den Kopf. Später findet Ohana in einem Notizbuch von Minko die Bedeutung des Wortes heraus. |                                                              |                        |                   |                                                                 |
| 4 | Aosagi Rhapsody (青鷺ラプソディー)                           | 24. Apr. 2011          | Mari Okada        | Fischreiher-Rhapsodie.                                          |
| Das neue Trimester beginnt und Ohana geht zum ersten Mal in ihre neue Schule, die auch Minko und Nako besuchen. Sie wird in dieselbe Klasse eingeteilt. Da sie aus Tokio stammt, wird sie mit Begeisterung in die Klasse aufgenommen. In der Pause wird sie von ihren Klassenkameradinnen und Klassenkameraden belagert, bis schließlich Yuina Wakura, die Erbin des Fukuya-Gasthauses, sie von der Menge befreit. Später beobachtet Ohana, wie Minko auf die Frage, welcher Mann der passende für sie sei, eine sehr detaillierte Beschreibung gibt, worauf der fragende Junge sich zurückzieht. Am Nachmittag erledigen Ohana und Nako einen Kurierdienst und gehen zum Fukuya-Gasthaus. Auf dem Rückweg erzählt Nako vom Bonbori-Festival, das alljährlich im Oktober stattfindet. Als Ohana am Abend im Bad entspannt und Minko hereinkommt, lästert Ohana über Tōru. Allerdings beschreibt Minko den Koch mit exakt denselben Worten, die sie in der Schule verwendet hat. Ohana schlussfolgert daraus, dass Minko in Tōru verliebt ist. Als sie dies ausspricht, verlässt Minko wutentbrannt das Bad. Am nächsten Morgen sehen Ohana und Minko, wie Tōru am Fukuya-Gasthaus Yuina mit dem Motorrad abholt. |                                                              |                        |                   |                                                                 |
| 5 | Namida no Itamae Bojō (涙の板前慕情)                         | 1. Mai 2011            | Tatsuto Higuchi   | Eine tränenreiche Küchenromanze.                                |
| Am nächsten Tag erscheint Tōru nicht zur Arbeit. Tarō verbreitet das Gerücht, dass er ein Stellenangebot vom Fukuya-Gasthaus erhalten habe. Tomoe erzählt von Gesprächsfetzen einer Unterhaltung zwischen Renji Togashi, dem Küchenchef und Tōru. Minko ist sehr besorgt und kann sich überhaupt nicht mehr auf ihre Arbeit konzentrieren. Derweil erzählt Tomoe von der Zeit, in der Minko im Kissuisō zu arbeiten begann. Obwohl Minko keinen Schulabschluss und mangelhafte Kochkünste aufwies, hat Tōru sie als Küchenhilfe und Schülerin aufgenommen. Berührt von der Geschichte versucht Ohana Minko zu unterstützen. Als dies nicht den gewünschten Effekt hat, beschließt Ohana selbst zum Fukuya-Gasthaus zu gehen und Tōru zurückzuholen. Dort angekommen verursacht sie einen Aufstand, der die Managerin Shigeko Wakura auf den Plan ruft. Nach einem kurzen Gespräch kann das Missverständnis aufklärt werden. Tōru ist nur an diesem Tag für einen erkrankten Koch eingesprungen. Des Weiteren hat er mit Yuina lediglich eine kleine Spritztour gemacht. |                                                              |                        |                   |                                                                 |
| 6 | Nothing Venture Nothing Win                                  | 8. Mai 2011            | Tatsuhiko Urahata | Wer nichts wagt, der nichts gewinnt.                            |
| Am Monatsende zahlt die Managerin ihren Mitarbeitern die Gehälter in bar aus. Ohana ist von ihren 20.000 Yen begeistert, da sie zu Hause von ihrer Mutter nicht annähernd so viel für dieselbe Arbeit erhalten hatte. Am nächsten Morgen macht Ohana das erste Mal Bekanntschaft mit Takako Kawajiri, einer Unternehmensberaterin und Freundin von Enishi Shijima, dem Sohn der Managerin und Juniorchefin des Kissuisō. Takako schlägt vor, das Image der Zimmermädchen zu ändern und stellt freizügige Outfits bereit, welche Ohana und Nako widerwillig anziehen. Als die ersten Gäste kommen, geht der Plan allerdings nach hinten los. Als Ohana mit den anderen am nächsten Tag von der Schule zurückkehrt, sehen sie, wie Takako von ihren Pflichten entbunden wird und wegfährt. Am Abend versucht Ohana den angeschlagenen Enishi aufzumuntern. Dieser sieht in Ohana für einen Augenblick seine Schwester wieder, die ihn immer auf dieselbe Art und Weise aufgemuntert hatte. Am nächsten Tag wird Ohana von Denroku zu einem versteckten Raum geführt, in dem sich viele von der Managerin entworfene Kleider für Zimmermädchen befinden. Nako und Ohana ziehen sofort welche an und nehmen ihre Arbeit auf. Die Kleider gefallen nicht nur dem Personal, sondern auch den Gästen. |                                                              |                        |                   |                                                                 |